# المپیک ۴۰
المپیک ۴۰ (لهستانی: Olimpiada 40) یک فیلم درام لهستانی به کارگردانی آندژی کوتکوفسکی است که در سال ۱۹۸۰ منتشر شد. این فیلم نمایندهٔ کشور لهستان جهت رقابت برای جایزه اسکار بهترین فیلم بین‌المللی در پنجاه و سومین دوره جوایز اسکار بود که البته به فهرست نهایی منتخبان راه نیافت.

## گزیدهٔ بازیگران
- یژی بونچاک
- کشیشتف یانچار
- ریشارد کوتیس
- وویچیخ پشونیاک
- مارِک شودیم
- ماریوش بنوآ
- ادوین پتریکات